# 罗志田
罗志田（1952年—），四川乐山人，历史学家，主要从事中国近代学术史、思想史等领域的研究。

## 生平
罗志田1981年毕业于四川大学历史系，此后曾任教于四川师范大学。1987年赴美国新墨西哥大学留学，师从蒲嘉锡（Noel H. Pugach），获硕士学位。后前往普林斯顿大学历史系学习，师从知名学者余英时。1993年获博士学位。回国后出任四川大学历史系教授。2003年调任北京大学历史学系教授。此外，他还曾任四川大学文科杰出教授、中央研究院中国文哲研究所客座研究员、近代史研究所客座研究员等职。

## 著作
- 《再造文明之梦：胡适传》（1995年）
- 《民族主义与近代中国思想》（1998年）
- 《东风与西风》（与葛小佳合著，1998年）
- 《权势转移：近代中国的思想、社会与学术》（1999年）
- 《乱世潜流：民族主义与民国政治》（2001年）
- 《二十世纪的中国思想与学术掠影》（2001年）
- 《二十世纪的中国：学术与社会（史学卷）》（主编，2001年）
- 《裂变中的传承：20世纪前期的中国文化与学术》（2003年）
- 《近代中国史学十论》（2003年）
- 《国家与学术：清季民初关于“国学”的思想论争》（2003年）
- 《激变时代的文化与政治——从新文化运动到北伐》（2006年）
- 《昨天的与世界的：从文化到人物》（2007年）
- 《近代读书人的思想世界与治学取向》（2009年）
- 《经典淡出之后：20世纪中国史学的转变与延续》（2013年）
- 《道出于二：过渡时代的新旧之争》（2014年）
- 《近代中国史学论述》（2015年）